# Colin Grazier
Colin Grazier, GC (* 7. Mai 1920 in Tamworth; † 30. Oktober 1942 im Mittelmeer) war im Zweiten Weltkrieg ein britischer Seemann. Durch heldenhafte Erbeutung streng geheimer Enigma-Schlüsselunterlagen, bei der er den Tod fand, beeinflusste er den Verlauf des Krieges.

## Leben

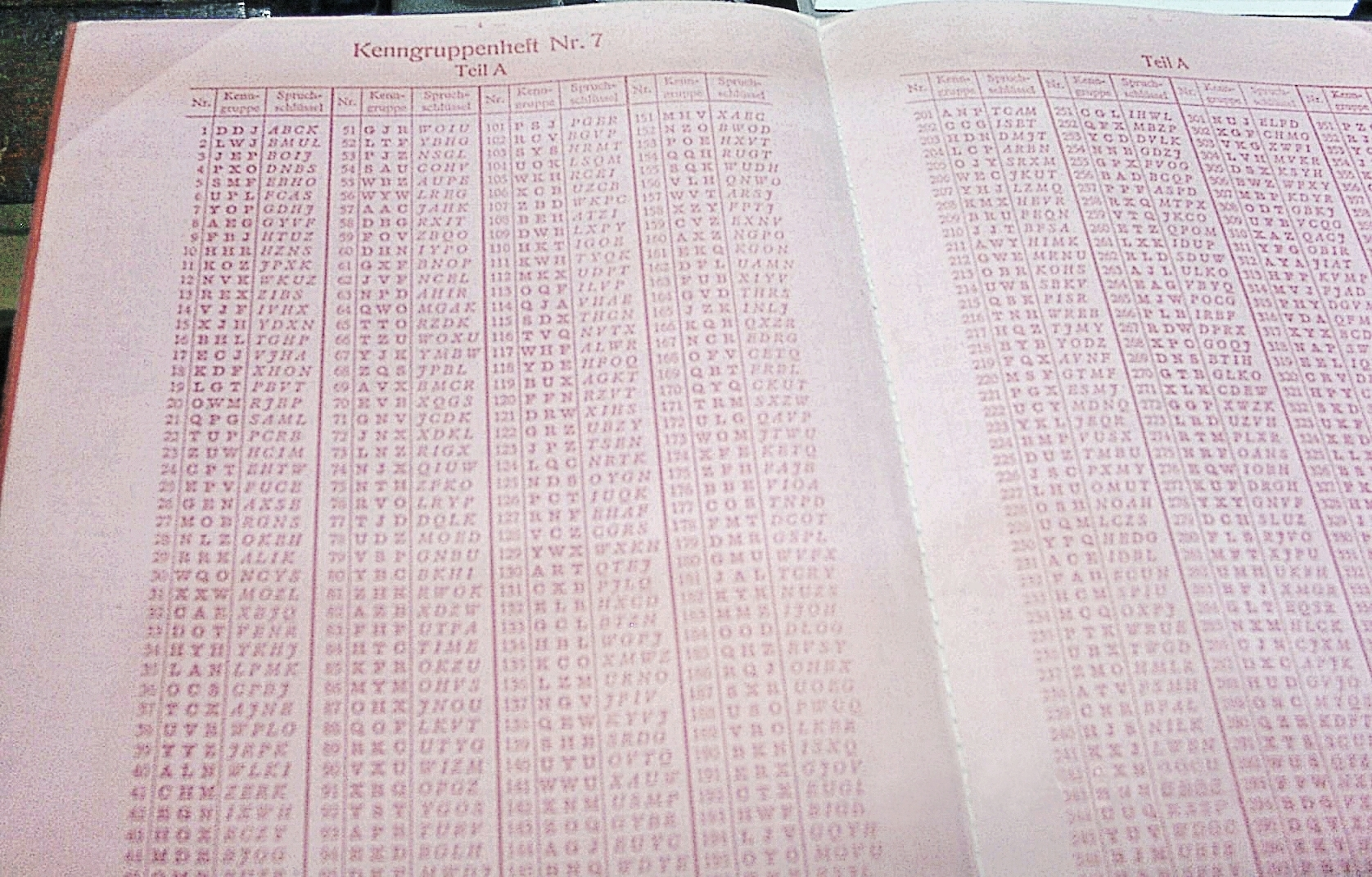
Ähnlich wie dieses von U 505 erbeutete Kenngruppenheft wurden auch Wetterkurzschlüssel und Kurzsignalheft mit wasserlöslicher roter Tinte auf rosafarbenem Löschpapier gedruckt, um sie im Fall von Gefahr schnell vernichten zu können.

Als Matrose des britischen Zerstörers Petard gelang es ihm am 30. Oktober 1942, mitten im Weltkrieg, im östlichen Mittelmeer, etwa 140 km nördlich Port Said (Lage), zusammen mit dem ihn begleitenden Lieutenant Tony Fasson (1913–1942) und seinem Kameraden Tommy Brown (1926–1945), geheime Codebücher, wie Kurzsignalheft und Wetterkurzschlüssel, aus dem deutschen U-Boot U 559 zu erbeuten. Das Geheimmaterial wurde nach Bletchley Park geschafft, der etwa 70 km nördlich von London gelegenen zentralen kryptanalytischen Dienststelle der Briten, und half den Codebreakers dort ganz wesentlich dabei, in die von der Kriegsmarine verwendete Rotor-Schlüsselmaschine Enigma-M4 einzubrechen.
Grazier, der den Rang eines Able Seamans bekleidete, und Lieutenant Fasson ertranken bei dieser Aktion, als das U-Boot sank, während sie sich noch an Bord befanden.

## Postume Ehrungen

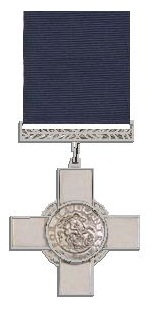
Das Georgs-Kreuz, mit dem Grazier für seine Rolle bei der Erbeutung der Schlüsselunterlagen geehrt wurde

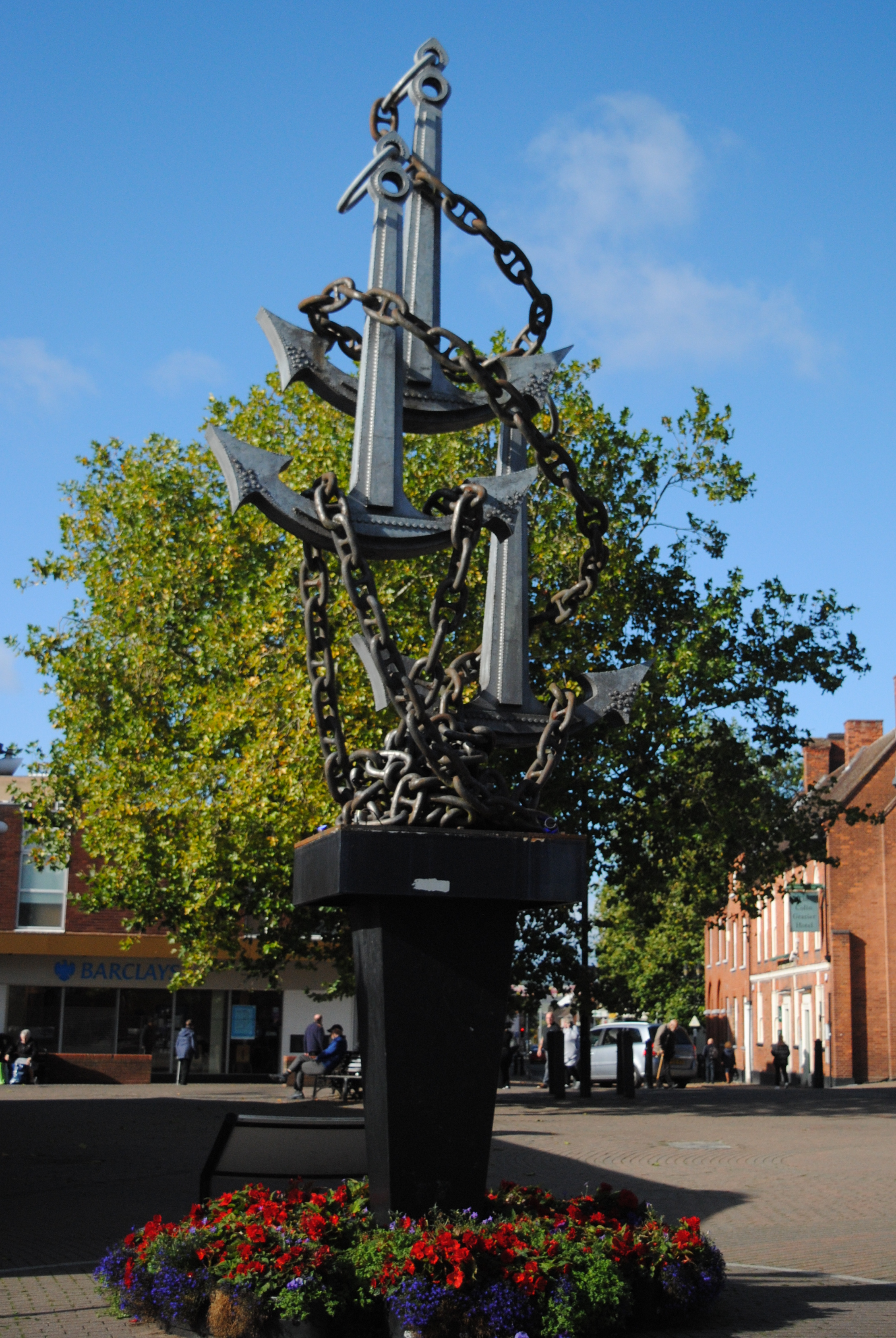
Das Colin Grazier Memorial am St Editha’s Square in Tamworth

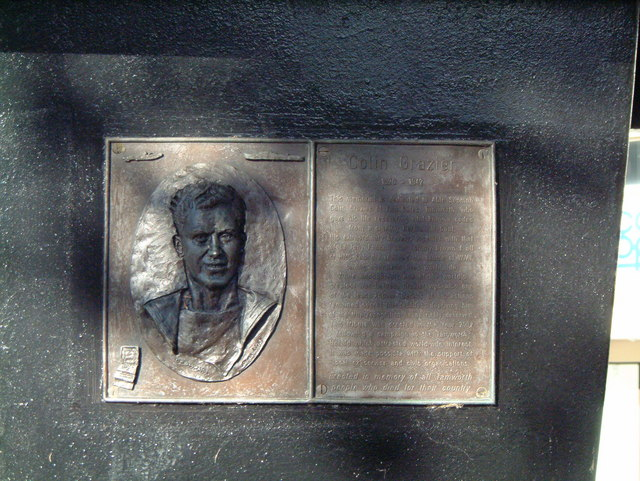
Plakette mit seinem Porträt am Fuß des Denkmals

Postum erhielt Colin Grazier zusammen mit Fasson das Georgs-Kreuz (englisch George Cross) „for outstanding bravery and steadfast devotion to duty in the face of danger“ (deutsch „für herausragende Tapferkeit und unerschütterliche Pflichterfüllung im Angesicht der Gefahr“).
In seiner Heimatstadt Tamworth wurde eine Straße sowie ein Gebäudekomplex und ein Hotel nach ihm benannt, The Colin Grazier Hotel. Im Oktober 2002, zum 60. Jahrestag der Heldentat, wurde am Sankt-Edith-Platz eine vom polnischen Bildhauer Walenty Pytel geschaffene Skulptur (Bild), die drei Anker darstellt, für ihn und seine beiden Begleiter enthüllt. Am Fuß dieses Denkmals befindet sich eine Plakette (Bild) mit dem Porträt von Colin Grazer und der folgenden Inschrift:

“Colin Grazier (1920 – 1942). This memorial is dedicated to Able Seaman Colin Grazier of Two Gates, Tamworth, who gave his life recovering vital Enigma codes from a sinking German U-boat. His extraordinary bravery, together with that of Lt Tony Fasson and Tommy Brown (all of HMS Petard) changed the course of WWII, saving countless lives worldwide. While undoubtedly one of the world’s greatest war heroes, Grazier was also one of the least known. Details of his actions remained secret for decades, depriving him of the true recognition he so richly deserved. This tribute was erected in the Year 2002 following a campaign in the Tamworth Herald which attracted worldwide interest. It was made possible with the support of local ex-service and civic organisations. Erected in memory of all Tamworth people who died for their country.”

„Colin Grazier (1920 – 1942). Dieses Denkmal ist Able Seaman Colin Grazier aus Two Gates, Tamworth, gewidmet, der sein Leben gab bei der Bergung essentieller Enigma-Codes von einem sinkenden deutschen U-Boot. Seine außergewöhnliche Tapferkeit, zusammen mit der von Lieutenant Tony Fasson und Tommy Brown (alle von HMS Petard) änderte den Verlauf des Zweiten Weltkriegs und rettete weltweit unzählige Menschenleben. Während er zweifellos einer der größten Kriegshelden der Welt ist, war Grazier auch einer der am wenigsten bekannten. Einzelheiten seiner Taten blieben über Jahrzehnte geheim, was ihm die rechtmäßig hochverdiente Anerkennung verwehrte. Diese Denkmal wurde im Jahr 2002 infolge einer im Tamworth Herald geschalteten Kampagne errichtet, die weltweites Aufsehen erregte. Sie wurde möglich gemacht durch die Unterstützung von örtlichen Veteranen und kommunalen Organisationen. Aufgestellt zum Gedenken an alle Bürger von Tamworth, die für ihr Land starben.“

## Filmische Rezeption
Im britischen Spielfilm Enigma – Das Geheimnis, der auf dem Roman Enigma basiert, und der die Entzifferungsarbeit der britischen Codebreaker in Bletchley Park thematisiert, werden in Zusammenhang mit den erbeuteten Kurzsignalheft und Wetterkurzschlüssel die Namen Fasson und Grazier genannt.

## Kriegsgeschichtliche Bedeutung
Seit dem 1. Februar 1942, als im deutschen U-Boot-Schlüsselnetz „Triton“, von den Briten Shark (deutsch „Hai“)  genannt, die zuvor verwendete Enigma-M3 (mit drei Walzen) durch die M4 (mit vier Walzen) abgelöst worden war, konnte der britische Geheimdienst die verschlüsselten deutschen Funksprüche nicht mehr entziffern. Diese schmerzliche Unterbrechung (Black-out) dauerte zehn Monate und  war eine Phase, in der die deutsche U-Bootwaffe erneut große Erfolge verbuchen konnte. Die U-Boot-Fahrer nannten sie ihre „zweite glückliche Zeit“. Mithilfe des von U 559 erbeuteten Geheimmaterials gelang es den britischen Kryptoanalytikern ab dem 12. Dezember 1942 die deutschen U-Boot-Funksprüche wieder „mitzulesen“. So konnten die für das Vereinigte Königreich kriegswichtigen Geleitzüge um die deutschen U-Boot-Rudel herumgeleitet werden und die britische Bevölkerung und Kriegswirtschaft mit Lebensmitteln und Produktionsgütern versorgt werden.
Der renommierte britische Kryptologe und Historiker Ralph Erskine fasste es in einem 1988 veröffentlichten Bericht wie folgt zusammen:

„Die ganze Arbeit, die in Bletchley Park geleistet wurde, um Triton zu knacken, wäre völlig ergebnislos geblieben, hätte es nicht die Männer an der Front gegeben. Ohne die tapfere Tat von Lieutenant Antony Fasson, Able Seaman Colin Grazier und des 16jährigen Tommy Brown, die den Wetterkurzschlüssel und das Kurzsignalheft auf U-559 bargen, hätten wir während des für den weiteren Verlauf der Schlacht im Atlantik entscheidenden ersten Halbjahres 1943 keine speziellen nachrichtendienstlichen Informationen aus Triton erhalten. Es gibt nur wenige Handlungen persönlicher Tapferkeit, die jemals solch weitreichende Konsequenzen hatten. Ohne die besonderen Erkenntnisse aus Triton wären die U-Boote auf die Dauer zwar ebenfalls besiegt worden, aber der Verlust an Menschenlenben in diesem globalen Konflikt wäre insgesamt noch weitaus schlimmer gewesen, als er dies ohnehin schon war.“